# Joseph Stilwell
Pour les articles homonymes, voir Stilwell.
Joseph Stilwell, né le 19 mars 1883 à Palatka (Floride) et mort le 12 octobre 1946 à San Francisco (Californie), est un général de l’armée des États-Unis connu pour ses services en Chine, particulièrement en tant que chef d'état-major de Tchang Kaï-chek.
Parlant couramment le chinois et le japonais, il avait la réputation d'être acariâtre et peu diplomate, ce qui lui valut le surnom de Vinegar Joe (« Joe le Vinaigre »). Même s’il a rarement commandé des troupes, il a gravi les échelons dans les salons et les états-majors jusqu’au rang de général quatre étoiles.

## Biographie

### Jeunesse et formation
Joseph Warren Stilwell naît en 1883 à Palatka en Floride. Il est diplômé de l’Académie militaire de West Point en 1904. Durant la Première Guerre mondiale, il rejoint les forces expéditionnaires américaines en France en décembre 1917 et échafaude l'offensive de Saint-Mihiel l'année suivante. Il est décoré de la Distinguished Service Medal à l'issue du conflit. Entre les deux guerres mondiales, il fait deux missions en Chine où il apprend le chinois. Il devient attaché militaire auprès de l’ambassade des États-Unis à Nankin de 1935 à 1939, capitale de la République de Chine alors en guerre avec le Japon.

### En Chine avec Tchang Kaï-chek

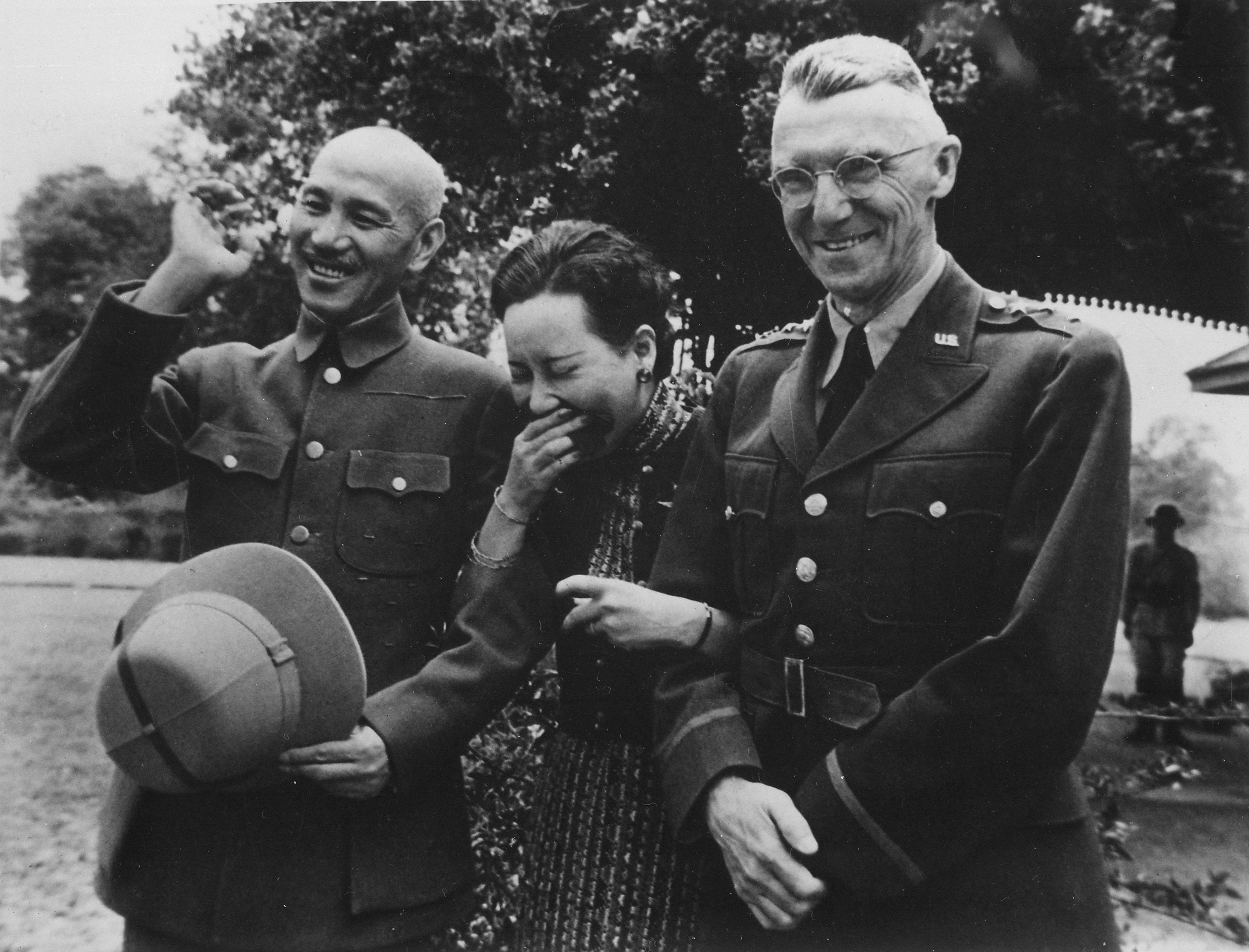
Soong May-ling entre son mari Tchang Kaï-chek et le général Joseph Stilwell durant la guerre sino-japonaise, le 19 avril 1942.

Il a essayé de convaincre le « généralissime » Tchang Kaï-chek de confier le commandement militaire de son armée à un général américain. Il haïssait Tchang Kaï-chek, qui le lui rendait bien. Ils n'arrivaient à travailler ensemble que grâce à la diplomatie de l’épouse de Tchang, Soong Mei-ling, issue de la richissime famille des Soong. Parmi les sujets litigieux ressortait la répartition de l’aide militaire américaine pour la lutte antijaponaise. Stilwell voulait une répartition égale entre les communistes de Mao Zedong et les nationalistes de Tchang Kaï-chek, mais Tchang croyait que les armes américaines remises aux communistes serviraient à le combattre, plutôt qu’à lutter contre les Japonais.
De plus, Stilwell voulait des actions plus agressives des forces nationalistes, alors que Tchang se réservait pour la lutte anti-communiste inévitable après la guerre du Pacifique. Dans ce contexte où la guerre civile chinoise se superposait à la menace japonaise, Tchang considérait les communistes comme une menace plus grande que les Japonais. Stilwell, par contre, souhaitait un front uni et demandait à Tchang de laisser de côté ses craintes et d'inviter les communistes à se joindre à lui plutôt que de laisser les nationalistes se battre seuls contre les Japonais. Mais Tchang Kaï-chek ne voulut pas se laisser convaincre et malgré tous ses efforts, Stilwell a surtout été le « porte-monnaie » de l’aide américaine à la Chine nationaliste.
Outre son rôle de chef d’état-major de Tchang et de commandant en chef de la Force X, Stilwell a eu un rôle administratif dans les forces américaines dans le théâtre d’opérations CBI (Chine, Birmanie, Inde). Il a souvent bafoué la chaîne de commandement militaire en s’adressant directement au commandement opérationnel, alors que cette communication était supposée passer par Lord Mountbatten, le commandant suprême des forces alliées dans le Sud-Est asiatique. Stilwell, dans cette tourmente, a eu différents rôles réclamant sa présence à plusieurs endroits à la fois.
La personnalité de Stilwell était aussi pour quelque chose dans ses disputes avec le commandant du 11e groupe d'armées, le général britannique George Giffard, qu'il méprisait profondément et qui était à la fois son supérieur hiérarchique et son subordonné en raison de l'organigramme de commandement allié. Il en était de même avec Claire Lee Chennault, qui était son subordonné hiérarchique en tant que commandant de l'aviation. Leurs disputes concernaient la guerre aérienne, qui donnait le même résultat que la guerre terrestre, mais au moindre coût. À son tour, Chennault s’adressait directement à Tchang Kaï-chek et au président américain Franklin Delano Roosevelt, qui lui accordait sa confiance plutôt qu’à Stilwell.

### Fin de carrière
En octobre 1944, après une demande de limogeage de Tchang Kaï-chek à Roosevelt et la perte de bases lors de l'Opération Ichi-Go, Stilwell a été rappelé aux États-Unis par Roosevelt, et son poste a été supprimé suivant le démantèlement du CBI. À l'origine de cette décision, outre son caractère acariâtre, il y a la constatation que la concentration des rôles était source de conflits et de confusion.
Stilwell était unanimement détesté par ses soldats des unités spéciales, en raison de son intransigeance et de son apparent manque de considération à leur égard. Il fut réaffecté, le 23 juin au commandement de la Xe armée à la fin de la bataille d'Okinawa, quand son commandant fut tué au combat. En 1946, il prit le commandement de la VIe armée chargée de la défense de la côte Ouest. Il mourut peu après à San Francisco.